# Teenage Hadebe
Teenage Lingani Hadebe (ur. 17 września 1995 w Bulawayo) – zimbabwejski piłkarz grający na pozycji środkowego pomocnika. Od 2021 jest zawodnikiem klubu Houston Dynamo.

## Kariera klubowa
Swoją karierę piłkarską Hadebe rozpoczął w klubie Bantu Rovers. W 2012 roku zadebiutował w nim w Division One, a w 2013 roku awansował z nim do Premier League. W 2015 roku grał w Highlanders FC, a w latach 2016-2017 był zawodnikiem klubu Chicken Inn.
W lipcu 2017 Hadebe został piłkarzem południowoafrykańskiego Kaizer Chiefs. Swój debiut w nim zanotował 22 listopada 2017 w zremisowanym 0:0 wyjazdowym meczu z AmaZulu FC. Zawodnikiem Kaizer Chiefs był przez dwa sezony.
W lipcu 2019 Hadebe został zawodnikiem tureckiego klubu Yeni Malatyaspor. 18 sierpnia 2019 zadebiutował w jego barwach w zwycięskim 3:0 domowym spotkaniu z İstanbul Başakşehir. W Yeni Malatyasporze grał do końca sezonu 2020/2021.
W lipcu 2021 Hadebe został sprzedany za 1,5 miliona euro z Yeni Malatyasporu do Houston Dynamo. Swój debiut w Major League Soccer zaliczył 21 lipca 2021 w zremisowanym 0:0 wyjazdowym meczu z Vancouver Whitecaps.
| Sezon   | Klub             | Kraj              | Rozgrywki             | Mecze | Gole |
| ------- | ---------------- | ----------------- | --------------------- | ----- | ---- |
| 2012    | Bantu Rovers     | Zimbabwe          | Division One          | ?     | ?    |
| 2013    | Bantu Rovers     | Zimbabwe          | Division One          | ?     | ?    |
| 2014    | Bantu Rovers     | Zimbabwe          | Premier League        | ?     | ?    |
| 2015    | Highlanders FC   | Zimbabwe          | Premier League        | ?     | ?    |
| 2016    | Chicken Inn      | Zimbabwe          | Premier League        | ?     | ?    |
| 2017    | Chicken Inn      | Zimbabwe          | Premier League        | ?     | ?    |
| 2017/18 | Kaizer Chiefs    | Południowa Afryka | Premier Soccer League | 13    | 1    |
| 2018/19 | Kaizer Chiefs    | Południowa Afryka | Premier Soccer League | 13    | 0    |
| 2019/20 | Yeni Malatyaspor | Turcja            | Süper Lig             | 23    | 0    |
| 2020/21 | Yeni Malatyaspor | Turcja            | Süper Lig             | 30    | 2    |
| 2021    | Houston Dynamo   | Stany Zjednoczone | MLS                   | 17    | 0    |

## Kariera reprezentacyjna
W reprezentacji Zimbabwe Hadebe zadebiutował 16 listopada 2014 w przegranym 1:2 towarzyskim meczu z Marokiem, rozegranym w Agadirze. W 2017 roku został powołany do kadry na Puchar Narodów Afryki 2017. Na tym turnieju nie rozegrał żadnego meczu.
W 2019 roku Hadebe był w kadrze Zimbabwe na Puchar Narodów Afryki 2019. Na tym turnieju wystąpił w trzech meczach grupowych: z Egiptem (0:1), z Ugandą (1:1) i z Demokratyczną Republiką Konga (0:4).
W 2022 roku Hadebe został powołany do kadry na Puchar Narodów Afryki 2021. Na tym turnieju rozegrał dwa mecze grupowe: z Senegalem (0:1) i z Malawi (1:2).